# Carlo Magini

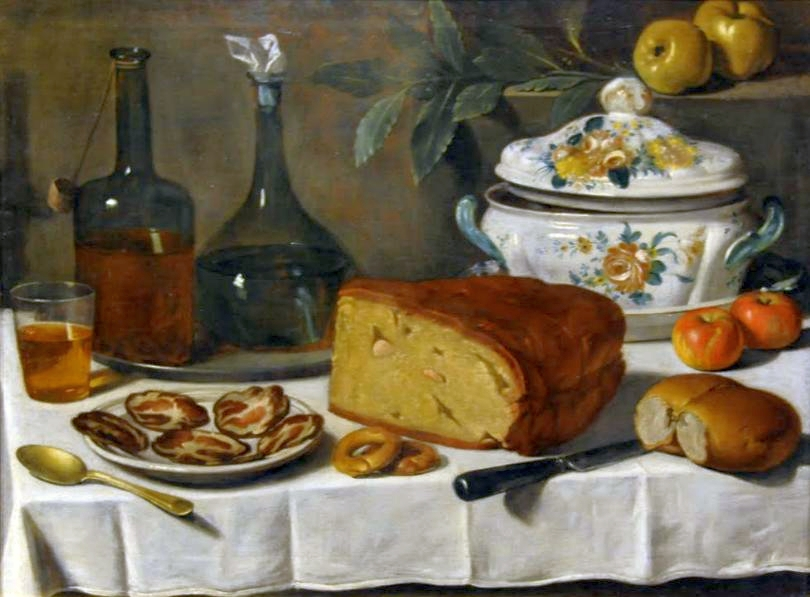
Stillleben mit Flaschen, 1750

Carlo Magini (* 16. September 1720 in Fano; † 1806 ebenda) war ein italienischer Stilllebenmaler des Spätbarocks.
Carlo Magini war Sohn des Goldschmieds Francesco Magini und Elisabetta Ceccarini, der Schwester des Malers Sebastiano Ceccarini. Er erhielt seinen ersten Malunterricht wahrscheinlich bei seinem Onkel Sebastiano. Im Jahre 1736 beauftragten die Oratorianer in Perugia Sebastiano Ceccarini mit der Ausführung von Fresken in der Kapelle des Kruzifixes in ihrer Kirche von San Filippo. Wahrscheinlich begleitete Carlo seinen Onkel während seiner Reisen durch Urbino, Perugia, Bologna, Florenz und Venedig zwischen 1735 und 1738.
In den Jahren 1742 und 1743 war Carlo Magini in Rom tätig. 1748 kehrte der Künstler nach Fano zurück, wo er Elina Polinori von Pesaro am 14. Juli dieses Jahres heiratete.
Carlo Magini schuf hauptsächlich Stillleben, seltener Porträts. In seinen Werken findet man den Einfluss von Caravaggio, Antonio González Velázquez, Jean Siméon Chardin und dem Spanier Luis Eugenio Meléndez.